# Марш-ан-Фамен
Марш-ан-Фамен (фр. Marche-en-Famenne, валлон. Måtche-el-Fåmene) — комуна у Валлонії, розташована в провінції Люксембург, округ Марш-ан-Фамен. Належить Французькому мовному співтовариству Бельгії. На площі 121,40 км² проживає 16 994 особи (щільність населення — 140 осіб/км²), з яких 49,09 % — чоловіки та 50,91 % — жінки. Середній річний дохід душу населення 2003 року становив 11 443 євро.